# Choerodon gymnogenys
Choerodon gymnogenys is een  straalvinnige vissensoort uit de familie van lipvissen (Labridae). De wetenschappelijke naam van de soort is voor het eerst geldig gepubliceerd in 1867 door Günther.
De soort staat op de Rode Lijst van de IUCN als Onzeker, beoordelingsjaar 2008.